# Maratus vespertilio
Maratus vespertilio là một loài nhện trong họ Salticidae.
Loài này thuộc chi Maratus. Maratus vespertilio được Eugène Simon miêu tả năm 1901.

## Hình ảnh

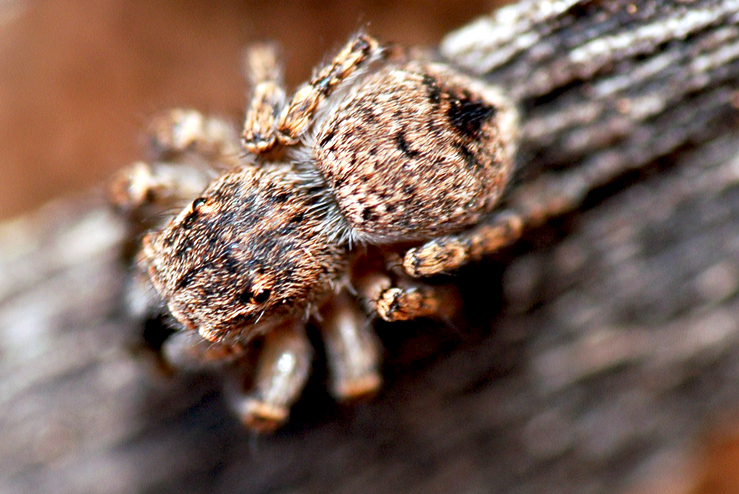